# Pallavolo ai Giochi della XXIV Olimpiade - Torneo maschile
Il torneo maschile di pallavolo ai Giochi della XXIV Olimpiade si è svolto dal 17 settembre al 2 ottobre 1988 a Seul, nella Corea del Sud, durante i Giochi della XXIV Olimpiade. Al torneo hanno partecipato 12 squadre nazionali e la vittoria finale è andata per la seconda volta consecutiva agli Stati Uniti.

## Gironi
| Girone A                                                      | Girone B                                                   |
| ------------------------------------------------------------- | ---------------------------------------------------------- |
| Brasile Bulgaria Corea del Sud Italia Svezia Unione Sovietica | Argentina Francia Giappone Paesi Bassi Stati Uniti Tunisia |

## Fase finale

### Finali 1º e 3º posto
|  | Semifinali       | Semifinali       | Semifinali       |                  |             | Finale 1º/2º posto | Finale 1º/2º posto | Finale 1º/2º posto |  |
|  |                  |                  |                  |                  |             |                    |                    |                    |  |
|  | Stati Uniti      | Stati Uniti      | 3                |                  |             |                    |                    |                    |  |
|  | Stati Uniti      | Stati Uniti      | 3                |                  |             |                    |                    |                    |  |
|  | Brasile          | Brasile          | 0                |                  |             |                    |                    |                    |  |
|  | Brasile          | Brasile          | 0                |                  | Stati Uniti | Stati Uniti        | 3                  |                    |  |
|  |                  |                  |                  |                  | Stati Uniti | Stati Uniti        | 3                  |                    |  |
|  |                  |                  | Unione Sovietica | Unione Sovietica | 1           |                    |                    |                    |  |
|  | Unione Sovietica | Unione Sovietica | Unione Sovietica | Unione Sovietica | 1           | 3                  |                    |                    |  |
|  | Unione Sovietica | Unione Sovietica |                  |                  |             | 3                  |                    |                    |  |
|  | Argentina        | Argentina        | 0                |                  |             | Finale 3º/4º posto | Finale 3º/4º posto | Finale 3º/4º posto |  |
|  | Argentina        | Argentina        | 0                |                  |             |                    |                    |                    |  |
|  |                  |                  |                  |                  |             |                    |                    |                    |  |
|  |                  |                  |                  |                  |             | Argentina          | Argentina          | 3                  |  |
|  |                  |                  |                  |                  |             | Argentina          | Argentina          | 3                  |  |
|  |                  |                  |                  |                  |             | Brasile            | Brasile            | 2                  |  |

### Finali 5º e 7º posto
|  | Semifinali  | Semifinali  | Semifinali |          |             | Finale 5º/6º posto | Finale 5º/6º posto | Finale 5º/6º posto |  |
|  |             |             |            |          |             |                    |                    |                    |  |
|  | Paesi Bassi | Paesi Bassi | 3          |          |             |                    |                    |                    |  |
|  | Paesi Bassi | Paesi Bassi | 3          |          |             |                    |                    |                    |  |
|  | Svezia      | Svezia      | 2          |          |             |                    |                    |                    |  |
|  | Svezia      | Svezia      | 2          |          | Paesi Bassi | Paesi Bassi        | 3                  |                    |  |
|  |             |             |            |          | Paesi Bassi | Paesi Bassi        | 3                  |                    |  |
|  |             |             | Bulgaria   | Bulgaria | 0           |                    |                    |                    |  |
|  | Bulgaria    | Bulgaria    | Bulgaria   | Bulgaria | 0           | 3                  |                    |                    |  |
|  | Bulgaria    | Bulgaria    |            |          |             | 3                  |                    |                    |  |
|  | Francia     | Francia     | 0          |          |             | Finale 7º/8º posto | Finale 7º/8º posto | Finale 7º/8º posto |  |
|  | Francia     | Francia     | 0          |          |             |                    |                    |                    |  |
|  |             |             |            |          |             |                    |                    |                    |  |
|  |             |             |            |          |             | Svezia             | Svezia             | 3                  |  |
|  |             |             |            |          |             | Svezia             | Svezia             | 3                  |  |
|  |             |             |            |          |             | Francia            | Francia            | 2                  |  |

### Finali 9º e 11º posto
|  | Semifinali    | Semifinali    | Semifinali |          |        | Finale 9º/10º posto  | Finale 9º/10º posto  | Finale 9º/10º posto  |  |
|  |               |               |            |          |        |                      |                      |                      |  |
|  | Italia        | Italia        | 3          |          |        |                      |                      |                      |  |
|  | Italia        | Italia        | 3          |          |        |                      |                      |                      |  |
|  | Tunisia       | Tunisia       | 0          |          |        |                      |                      |                      |  |
|  | Tunisia       | Tunisia       | 0          |          | Italia | Italia               | 3                    |                      |  |
|  |               |               |            |          | Italia | Italia               | 3                    |                      |  |
|  |               |               | Giappone   | Giappone | 2      |                      |                      |                      |  |
|  | Giappone      | Giappone      | Giappone   | Giappone | 2      | 3                    |                      |                      |  |
|  | Giappone      | Giappone      |            |          |        | 3                    |                      |                      |  |
|  | Corea del Sud | Corea del Sud | 2          |          |        | Finale 11º/12º posto | Finale 11º/12º posto | Finale 11º/12º posto |  |
|  | Corea del Sud | Corea del Sud | 2          |          |        |                      |                      |                      |  |
|  |               |               |            |          |        |                      |                      |                      |  |
|  |               |               |            |          |        | Corea del Sud        | Corea del Sud        | 3                    |  |
|  |               |               |            |          |        | Corea del Sud        | Corea del Sud        | 3                    |  |
|  |               |               |            |          |        | Tunisia              | Tunisia              | 0                    |  |

## Podio

### Campione
Formazione: 1 Troy Tanner, 2 Dave Saunders, 3 Jon Root, 4 Robert Ctvrtlik, 5 Doug Partie, 6 Steve Timmons, 7 Craig Buck, 8 Scott Fortune, 9 Ricci Luyties, 10 Jeff Stork, 11 Eric Sato, 12 Karch Kiraly, CT: Marv Dunphy

### Secondo posto
Formazione: 1 Jurij Pančenko, 2 Andrej Kuznecov, 3 Vjačeslav Zajcev, 4 Igor' Runov, 5 Vladimir Škurichin, 6 Evgenij Krasil'nikov, 7 Rajmond Vilde, 8 Valerij Losev, 9 Jurij Sapega, 10 Aleksandr Sorokolet, 11 Jaroslav Antonov, 12 Jurij Čerednik, CT: Gennadij Paršin

### Terzo posto
Formazione: 1 Claudio Zulianello, 2 Daniel Castellani, 3 Eduardo Martínez, 4 Alejandro Diz, 5 Daniel Colla, 6 Carlos Weber, 7 Hugo Conte, 8 Waldo Kantor, 9 Raúl Quiroga, 10 Jon Uriarte, 11 Esteban de Palma, 12 Juan Carlos Cuminetti, CT: -

## Classifica finale
| Classifica | Squadre          | Qualificazione             |
| ---------- | ---------------- | -------------------------- |
|            | Stati Uniti      | Giochi della XXV Olimpiade |
|            | Unione Sovietica |                            |
|            | Argentina        |                            |
| 4          | Brasile          |                            |
| 5          | Paesi Bassi      |                            |
| 6          | Bulgaria         |                            |
| 7          | Svezia           |                            |
| 8          | Francia          |                            |
| 9          | Italia           |                            |
| 10         | Giappone         |                            |
| 11         | Corea del Sud    |                            |
| 12         | Tunisia          |                            |